# Björntjärnen (Långseruds socken, Värmland)
Björntjärnen är en sjö i Säffle kommun i Värmland och ingår i Göta älvs huvudavrinningsområde. Sjöns area är 0,008 kvadratkilometer och den är belägen 159 meter över havet.